# Grabenarbeit

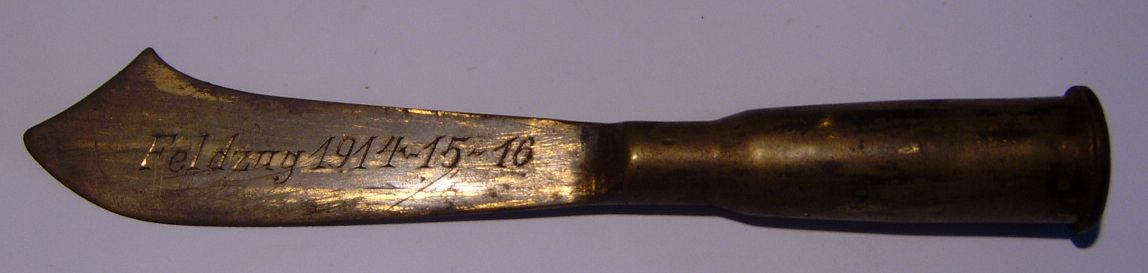
Brieföffner aus einer Patronenhülse

Der Ausdruck Grabenarbeit (auch: Grabenkunst) bezeichnet ein umgearbeitetes und zweckentfremdetes Munitionsteil. Vor allem in den Stellungs- und Grabenkämpfen des Ersten Weltkrieges nutzten viele Soldaten Wartezeiten, um aus Munitionsresten Andenken für Angehörige in der Heimat oder Nutzartikel herzustellen.
Diese Militaria sind heute begehrte Sammlerstücke. Zumeist wurden Geschosshülsen mit Kalibern ab 40 mm und Kartuschen mit Durchmessern bis zu 150 mm zu Ringen, Armreifen, Anhängern, Schnapsgläsern, Feuerzeugen, Aschenbechern, Zigarettendosen, Kerzenhaltern oder auch Vasen umgearbeitet. Häufig wurden auch Granatsplitter bearbeitet – vorwiegend zu Messern oder Brieföffnern.

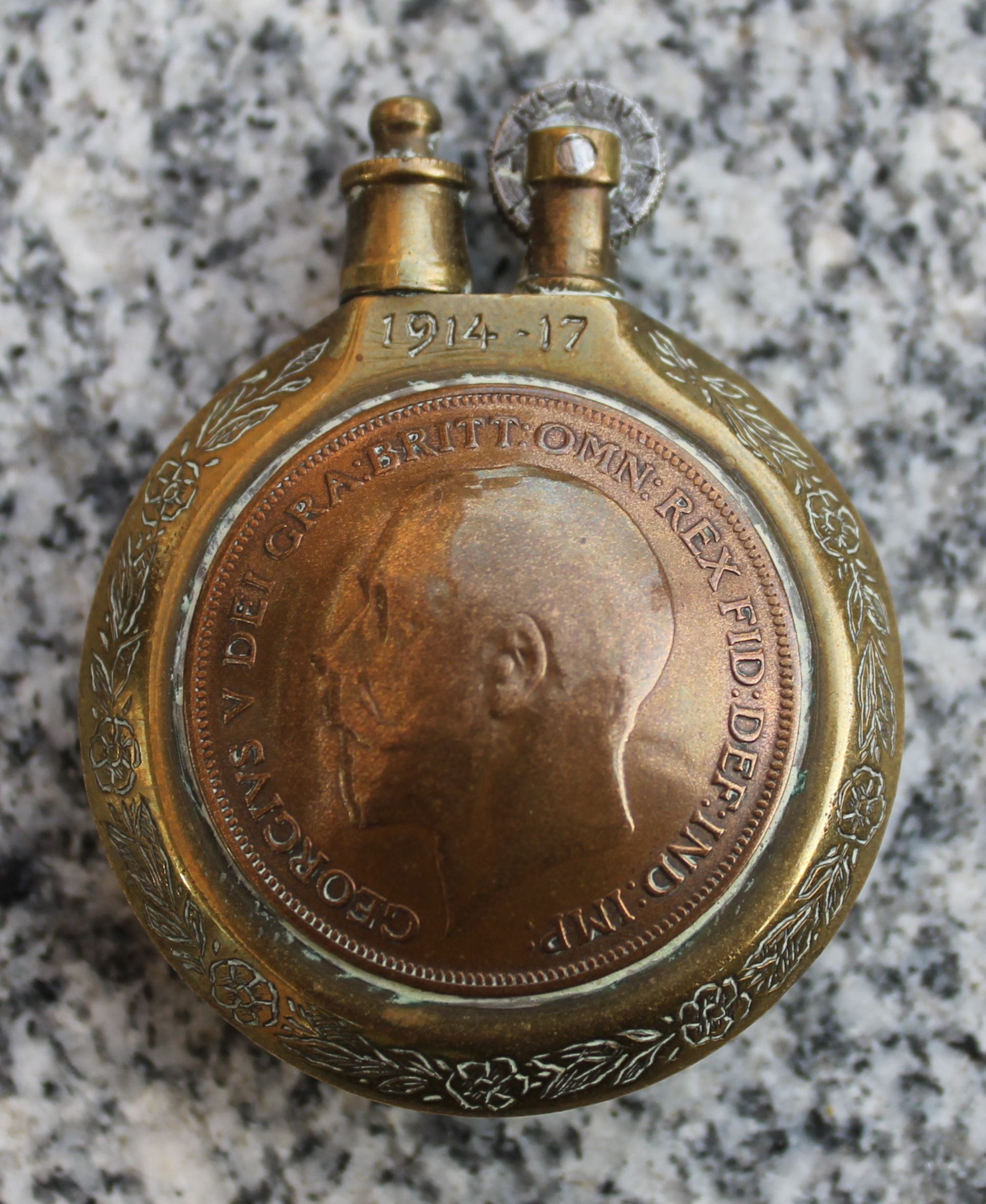
Britische Trench Art: Feuerzeug aus zwei Penny-Münzen; Vorderseite und …
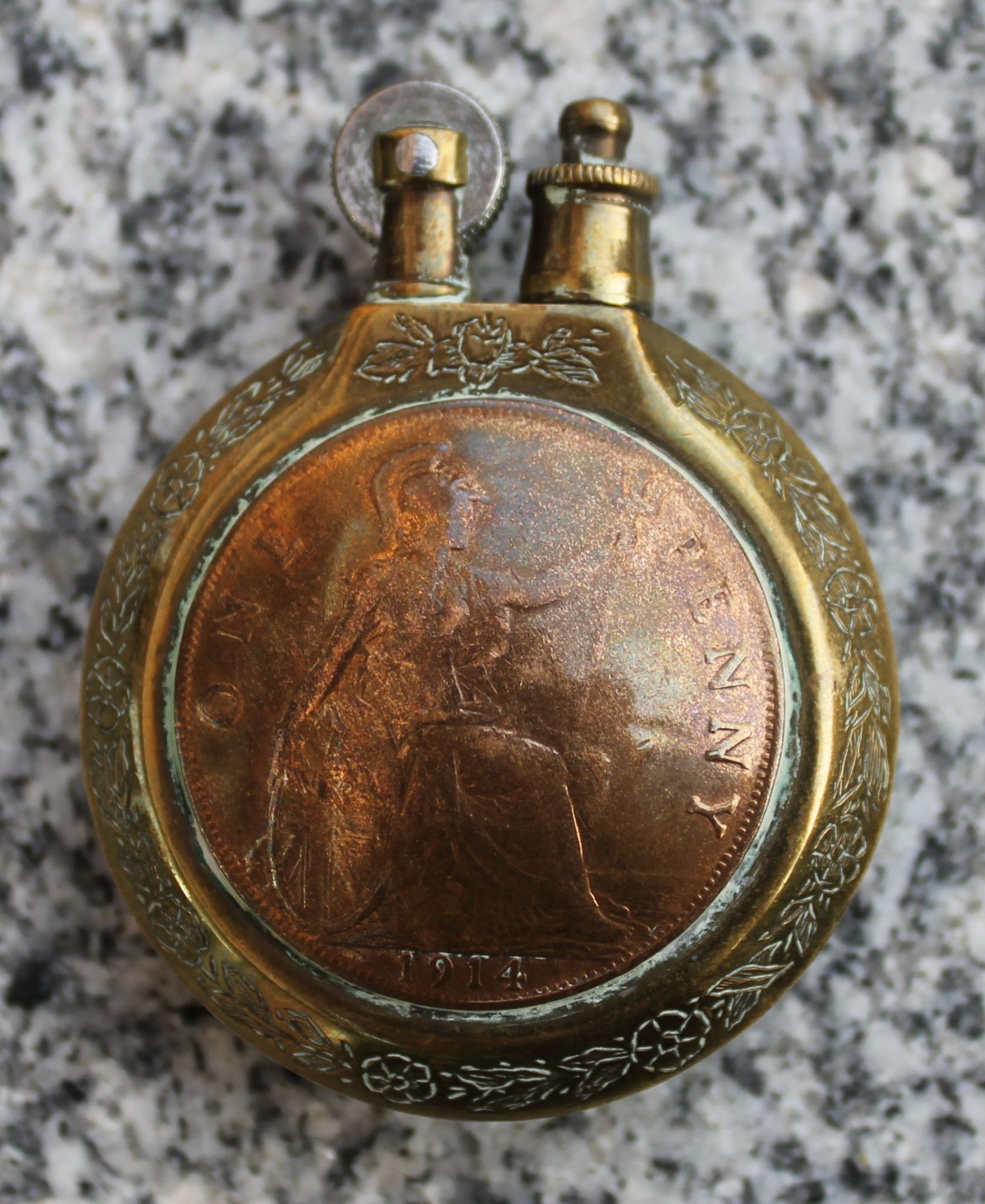
Rückseite (1914); Körper aus Kartuschenmetall; Inschrift 1914-17
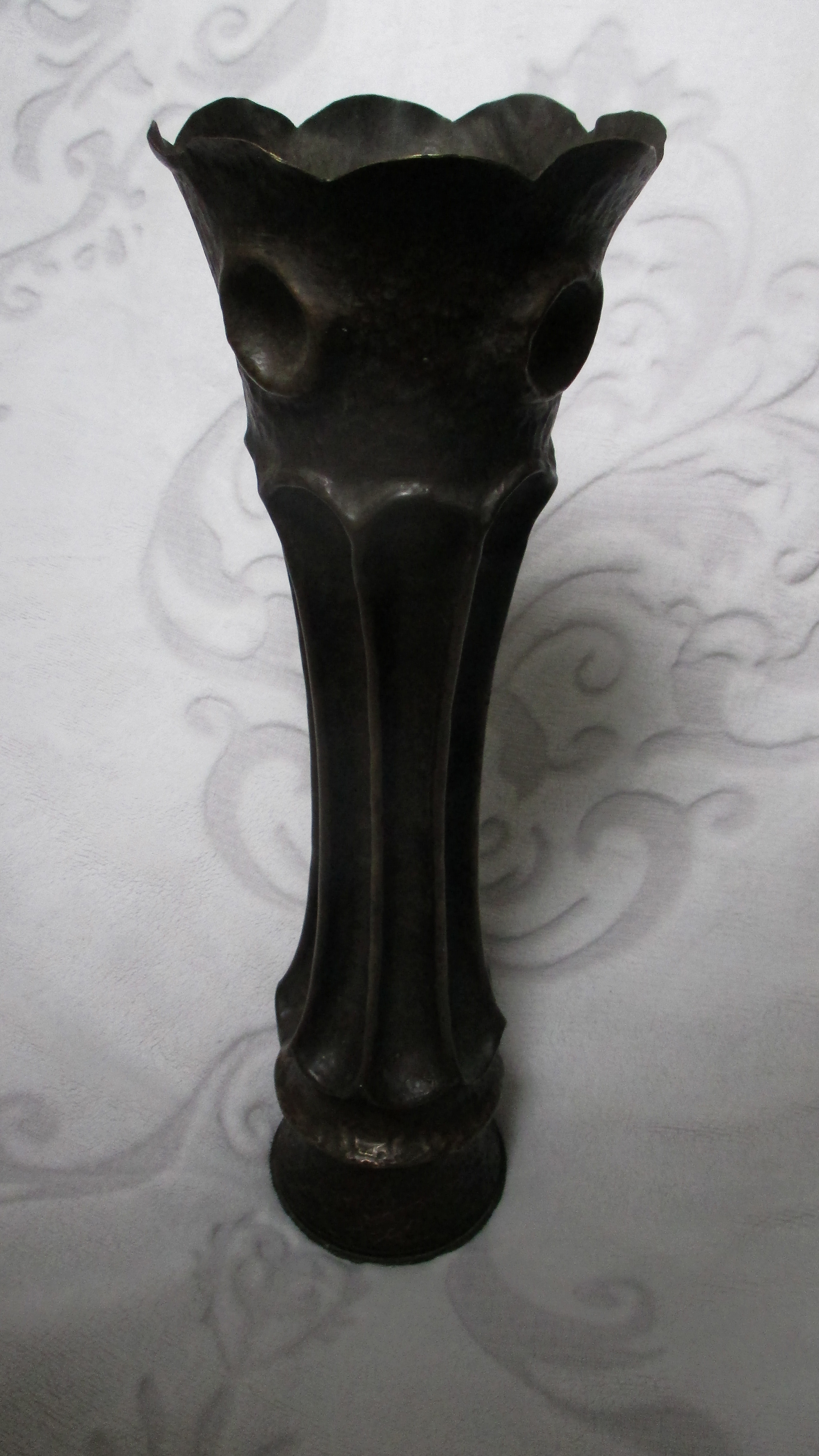
Soldatenvase – Erinnerung an Verdun – Frankreich 1916
Blumenvase mit floralen Mustern – Deutsche Grabenkunst des II. Weltkriegs